# 도쿄만 관음상
도쿄 만 관음상(일본어: 東京湾観音, とうきょうわんかんのん 도쿄완 간논[*])은 일본 지바현 훗쓰시에 있는 관음보살상이다. 다이헤이 산 정상에 있으며, 높이는 56m이다. 태평양 전쟁의 경험자이자, 도쿄에서 목재를 팔고 있었던 시민 우사미 마사에 (宇佐美政衛)가 자신의 재산을 털어 1961년에 세계 평화를 기원하고 전쟁으로 죽은 이들을 위로하기 위해 세운 것이다. 아소 마나부가 2000년에 찍은 영화인 《천리안》의 촬영 장소 중 하나였다.
JR 동일본 우치보 선의 오누키역, 사누키마치역에서 버스로 연결된다.

## 같이 보기
- 낙산사 - 대한민국 강원도 양양군에 있는 사찰로, 도쿄 만 관음상처럼 해수관음상도 바다 가까이에 세워져 있다.